# Dasarenahalli, Chik Ballapur
Dasarenahalli là một làng thuộc tehsil Chik Ballapur, huyện Kolar, bang Karnataka, Ấn Độ.